# Comisión Presidencial para el Estudio de la Dictadura Comunista en Rumania
La Comisión Presidencial para el Estudio de la Dictadura Comunista en Rumania (en rumano: Comisia Prezidenţială pentru Analiza Dictaturii Comuniste din România), también conocida como la Comisión Tismăneanu ( Comisia Tismăneanu ), es una comisión instituida en Rumania por el presidente Traian Băsescu para investigar el  régimen comunista y proporcionar un informe que permita la condena del Comunismo según lo experimentado por Rumania.
Formada en abril de 2006 como un panel encabezado por el politólogo Vladimir Tismăneanu, se centró en examinar la actividad de las instituciones que hicieron cumplir y perpetuaron la dictadura comunista, "los métodos que hacen posibles los abusos, los asesinatos, los delitos graves de la dictadura , las flagrantes violaciones de los derechos humanos y el papel de algunas figuras políticas en el mantenimiento y el funcionamiento del régimen  totalitario en Rumania ".
La Comisión presentó su informe final al  Parlamento el 18 de diciembre de 2006. Ha sido adoptado como documento oficial de la Presidencia rumana y publicado en su sitio web. El informe convirtió a Rumania en el tercer país del antiguo bloque del este (después de la República Checa y Bulgaria) en condenar oficialmente su régimen comunista. La calidad, las conclusiones y la elección de los miembros de la comisión del informe están sujetas a debate en la sociedad rumana. A partir del 8 de enero de 2007, se realizaron modificaciones al informe para corregir errores y omisiones.

## Miembros
Los siguientes miembros fueron seleccionados por el presidente de la Comisión, Vladimir Tismăneanu: Sorin Alexandrescu, Sorin Antohi (dimitió el 13 de septiembre de 2006), Mihnea Berindei, metropolitano Nicolae Corneanu (dimitió en diciembre de 2006), Constantin Ticu Dumitrescu, Paul Goma (despedido en abril de 2006), Radu Filipescu, Virgil Ierunca (fallecido el 28 de septiembre de 2006), Sorin Ilieșiu , Gail Kligman, Monica Lovinescu, Nicolae Manolescu, Marius Oprea, Horia-Roman Patapievici, Dragoș Petrescu, Andrei Pippidi, Romulus Rusan, Levente Salat, Stelian Tănase, Cristian Vasile y Alexandru Zub.

## Informe final

### Pilares, ejecutores y partidarios del comunismo
El informe identifica a varias personas como responsables de métodos violentos respaldados oficialmente. Varias de sus biografías fueron revisadas como parte del informe de 660 páginas. Entre los identificados se encuentran el expresidente rumano Ion Iliescu, los senadores rumanos Corneliu Vadim Tudor y Adrian Păunescu, y el padre del presidente de la Comisión, Leonte Tismăneanu. En la categoría que comprende a los declarados "culpables de hacer cumplir y perpetuar un régimen basado en delitos" se encontraban Gheorghe Gheorghiu-Dej, Ana Pauker, Gheorghe Apostol, Gheorghe Rădulescu , Manea Mănescu e Ion Iliescu. Entre los responsables del adoctrinamiento político se encontraban Ion Iliescu, Mihai Roller, Paul Niculescu-Mizil, Valter Roman y Silviu Brucan.
Una categoría especial comprende a aquellos participantes en la vida cultural que han apoyado activamente al régimen comunista. El informe menciona a Eugen Barbu, Corneliu Vadim Tudor, Dan Zamfirescu, Ion Dodu Bălan, Dinu Săraru, Adrian Păunescu, Ilie Bădescu, Mihai Ungheanu, Nicolae Dan Fruntelată, Artur Silvestri y Ilie Purcaru. La revista Săptămâna, dirigida por Eugen Barbu y Corneliu Vadim Tudor, fue considerada "la principal plataforma para el pseudo-nacionalismo manipulador durante los últimos años del régimen de  Ceauşescu".
El informe menciona a Mihai Bujor Sion y Leonte Tismăneanu entre los principales activistas del Partido Comunista Rumano. Aquellos identificados como involucrados en el aparato de propaganda del régimen son Matei Socor (jefe de la agencia de noticias Agerpres), Paul Niculescu-Mizil, Leonte Răutu, Eugen Florescu e Ion Iliescu. Ghizela Vass y Ştefan Andrei fueron identificados como los principales agentes del régimen comunista involucrados en políticas relacionadas con los asuntos externos.
En un discurso de aceptación del informe, Băsescu denunció al régimen comunista como "ilegítimo y criminal", alegando que utilizó al pueblo rumano como "conejillos de indias para un experimento".

### Otras conclusiones
El informe también contradice la afirmación anterior del presidente Băsescu (una tesis también apoyada por la Izquierda y agrupaciones nacionalistas del espectro político rumano) de que la policía secreta, se puede dividir en dos secciones distintas: una al servicio del régimen y la otra que garantiza la seguridad de la nación. Vladimir Tismăneanu fue citado por "Adevărul" diciendo:
Nosotros (la Comisión) rechazamos sobre una base científica la existencia de dos tipos de Securitate, uno de antes de 1965, comunista y antipatriotica, y otra dedicada al pueblo y a los valores patrióticos.

## Crítica
Los críticos del informe de la comisión Tismăneanu se han centrado en tres problemas: la elección de los hechos y personalidades incluidos en el informe, la autoridad moral de los miembros de la comisión y las conclusiones del informe.

### Elección de eventos y figuras comunistas
Los disidentes anticomunistas Victor Frunză e Ionel Cana publicaron una carta de protesta en la que criticaban el hecho de que el informe no mencionaba Besarabia y Bucovina, que eran el principal objetivo del expansionismo soviético. Sostienen que la posición pro Unión Soviética con respecto a Besarabia y Bucovina fue uno de los principales "defectos estructurales del grupo comunista de Rumania". Una posición similar ha sido adoptada por otras personalidades como Victor Roncea, presidente de la Asociación de Medios Cívicos, quien denunció los crímenes cometidos por los comunistas en la Ocupación soviética de Besarabia y el norte de Bucovina antes, durante y después de la Segunda Guerra Mundial. La represión comunista en estos dos territorios fue propuesta para su inclusión en el informe del disidente Paul Goma ya en mayo de 2006, en una carta abierta al presidente rumano Traian Băsescu.[cita requerida]
El periodista rumano Ion Cristoiu considera que las personalidades nominadas son percibidas como enemigas políticas de Traian Băsescu, el presidente de Rumania en ese momento, quien inició la comisión. El escritor y editor de Ziua (fue un importante diario rumano publicado en Bucarest) Dan Ciachir considera que la elección de los hechos y las conclusiones del informe ponen un peso indebido en las relaciones entre la Iglesia ortodoxa rumana con el régimen comunista, y especialmente en relación con la interdicción de la  iglesia rumana.

### Autoridad moral de la comisión
El padre de Tismăneanu, Leonte Tismăneanu, fue, según el informe, uno de los principales propagandistas a cargo del adoctrinamiento comunista. Uno de los miembros de la Comisión (Sorin Antohi) fue un colaborador de la Securitate que mintió sobre sus credenciales académicas. Antohi es un colaborador cercano de Tismăneanu y todavía edita una revista científica presidida por Tismăneanu. Otro miembro, el metropolitano Nicolae Corneanu, renunció después de declarar que no estaba al tanto de su nominación para servir en la comisión. Mihnea Berindei, también miembro, fue acusada de ser colaboradora de Securitate. El escritor exiliado y disidente Paul Goma fue invitado y luego despedido de la comisión después de solo nueve días por Tismăneanu.

### Conclusiones del informe
Algunos críticos han señalado que condenar una doctrina política es inútil porque y peligroso porque los estados comunistas existentes podrían tomarlo como un ataque. Lo que se ha contestado simplemente como un intento absurdo de chantaje hipotético por parte de regímenes criminales. Algunos creen que la decisión del presidente Traian Băsescu de declarar ilegítimo al régimen comunista sobre la base del informe también es peligrosa porque puede interpretarse como una anulación de todos los tratados internacionales en los que participó la Rumanía comunista.
El volumen Iluzia Anticomunismului resume de una serie de críticas, incluida la falta de continuidad narrativa, la mala organización y la incapacidad de abordar el problema en un nivel más que simbólico. critica el informe por su falta de rigor, la amalgama sin un plan obvio de varios capítulos de libros y artículos escritos previamente, y por adoptar como conclusión un documento escrito antes incluso de que se redactara el informe. También señala la falta de fundamento jurídico o consecuencia del informe. Pide una segunda edición del informe, un "Informe sobre el comunismo 2.0 (enlace roto disponible en Internet Archive; véase el historial, la primera versión y la última)." que será documentado y reescrito por historiadores y juristas que tengan una sólida comprensión de las implicaciones legales de tal documento. Michael Shafir señaló el hecho de que el lenguaje del informe no es adecuado para una obra histórica y conduce a confusiones conceptuales. Él cree que "genocidio" no es una palabra apropiada en este contexto, que el jefe de la comisión, V. Tismăneanu, utilizó teorías y conceptos sin la atribución adecuada y que en todo el informe se ha utilizado una política de citación errónea. También se señaló que el informe mezcla a todas las víctimas del régimen comunista en una sola categoría, sin hacer distinción entre líderes democráticos y exmiembros de la Guardia de Hierro. Important dissident leaders are also omitted from the report. El 8 de enero de 2007, las modificaciones al informe corrigieron algunos errores y omisiones. El estatus legal de estos cambios en un informe final adoptado como documento oficial de la Presidencia no está claro.